# Porte-du-Quercy
Porte-du-Quercy község Franciaország Okcitánia régiójában, Lot megyében. Új községként 2019. január 1-jén jött létre Le Boulvé, Fargues, Saint-Matré és Saux korábbi községek egyesítésével. Lakosainak száma 534 fő (2022. január 1.).

## Népesség
| Lakosok száma | 576  | 577  | 577  | 560  | 547  | 534  |
|               | 2017 | 2018 | 2019 | 2020 | 2021 | 2022 |